# Gruttschreiber (Adelsgeschlecht)

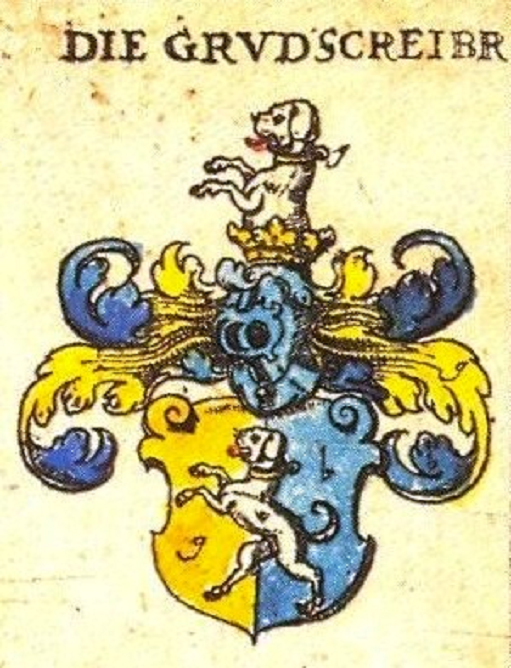
Wappen der Gruttschreiber

Gruttschreiber, auch Gruttschreiber von Zopekendorf bzw. Gruttschreiber von Czopekendorf, ist der Name eines schlesischen Adelsgeschlechts. 

## Geschichte
Über die Herkunft der Familie gibt es widersprechende Quellenangaben. Nach im Kloster Michelau bei Brieg später verbrannten Urkunden ursprünglich vom Rhein stammend, kam sie in früher Zeit nach Westfalen und hatte sich von da nach Österreich gewandt. Bereits 1241 soll ein Gruttschreiber kaiserlicher Hauptmann in Breslau gewesen sein. Die gesicherte und durchgängige Stammreihe beginnt um 1420 mit Matthias Grotschreiber, der mit einer Landschadin verheiratet war. Von seinen Nachkommen nannte sich um 1480 zuerst Wenzel Gruttschreiber nach seinem Gut Zopfkendorf bei Neustadt im Herzogtum Oppeln. Die Familie stieg im landesherrlichen Verwaltungsdienst der Fürsten zu Liegnitz auf.

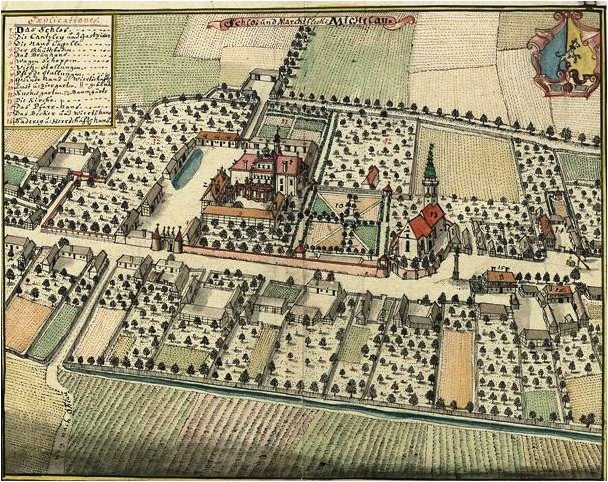
Schloss und Marktflecken Michelau (heute Michałów), im 16. Jahrhundert in Besitz der Gruttschreiber gekommen

Am 4. Juli 1696 für Adam Friedrich von Gruttschreiber mit dem Adelsprädikat Edler Herr von Zopekendorf und 13. April 1699 für Christoph Franz von Gruttschreiber ist der erbliche Freiherrnstand an die Familie gekommen. Das Geschlecht war in Schlesien und Slawonien, aber auch in den Kronlanden und Brandenburg weit verbreitet und reich begütert.
Freiherr Joseph von Gruttschreiber (1769–1845) war bis 1826 zum Regierungsrat, Landrat des Kreises Neustadt in Oberschlesien und zum Landschaftsdirektor aufgestiegen. Er besaß sieben Rittergüter in Oberschlesien, darunter Jarischau. Er machte sich allerdings der Veruntreuung von Kassengeldern schuldig und wurde infolgedessen 1826 gerichtlich zum persönlichen Adelsverlust verurteilt. Aus seiner Ehe stammten insgesamt 14 vor dem Adelsverlust geborene Kinder, womit er zum Stammvater der katholischen Linie wurde. Er wurde nach 1826 ohne Adelszeichen und Freiherrentitel in den öffentlichen Blättern genannt und starb verarmt.

## Wappen
Das Stammwappen ist von Gold und Blau gespalten mit einem aufspringenden silbernen Bracken. Auf dem Helm mit blau-goldenen Helmdecken der Bracke wachsend.
Das freiherrliche Wappen ist golden bordiert, der Schild ist durch einen goldenen Faden quadriert von Blau und Rot. In der Mitte ein Herzschild mit dem Stammwappen. 1 und 4 ein gekrönter silberner Hecht, 2 ein geharnischter Arm einen goldenen Stern haltend, 3 eine silberne Fahne schräg gelegt. Drei Helme, auf dem Ersten der Bracke wachsend, auf dem Kopf einen Schwan tragend, auf dem Zweiten die Fahne, auf dem Dritten der Arm. Die Decken blau-golden und rot-silbern.

## Angehörige
- Adam Leopold von Gruttschreiber (1735–1789), preußischer Oberst und Kommandeur des Kürassier-Regiments Nr. 1
- Hans Adam von Gruttschreiber (1607–1655), Autor und mutmaßlich Verfasser des ersten deutschen Schäferromans (1632)
- Joseph von Gruttschreiber (1769–1845), Regierungsrat, Landrat des Kreises Neustadt in Oberschlesien und Landschaftsdirektor
- Alexander von Grutschreiber (1849–1902), preußischer Generalmajor